# Lithacodia muscosula
Lithacodia muscosula là một loài bướm đêm trong họ Noctuidae.